# Ceradocus (Denticeradocus) inermis
Ceradocus (Denticeradocus) inermis is een vlokreeftensoort uit de familie van de Maeridae. De wetenschappelijke naam van de soort is voor het eerst geldig gepubliceerd in 1986 door Hirayama.